# Аргунськ
Аргу́нськ (рос. Аргунск) — село у складі Нерчинсько-Заводського району Забайкальського краю, Росія. Входить до складу Аргунського сільського поселення.

## Населення
Населення — 496 осіб (2010; 522 у 2002).
Національний склад (станом на 2002 рік):
- росіяни — 98 %